# Landing Craft, Utility

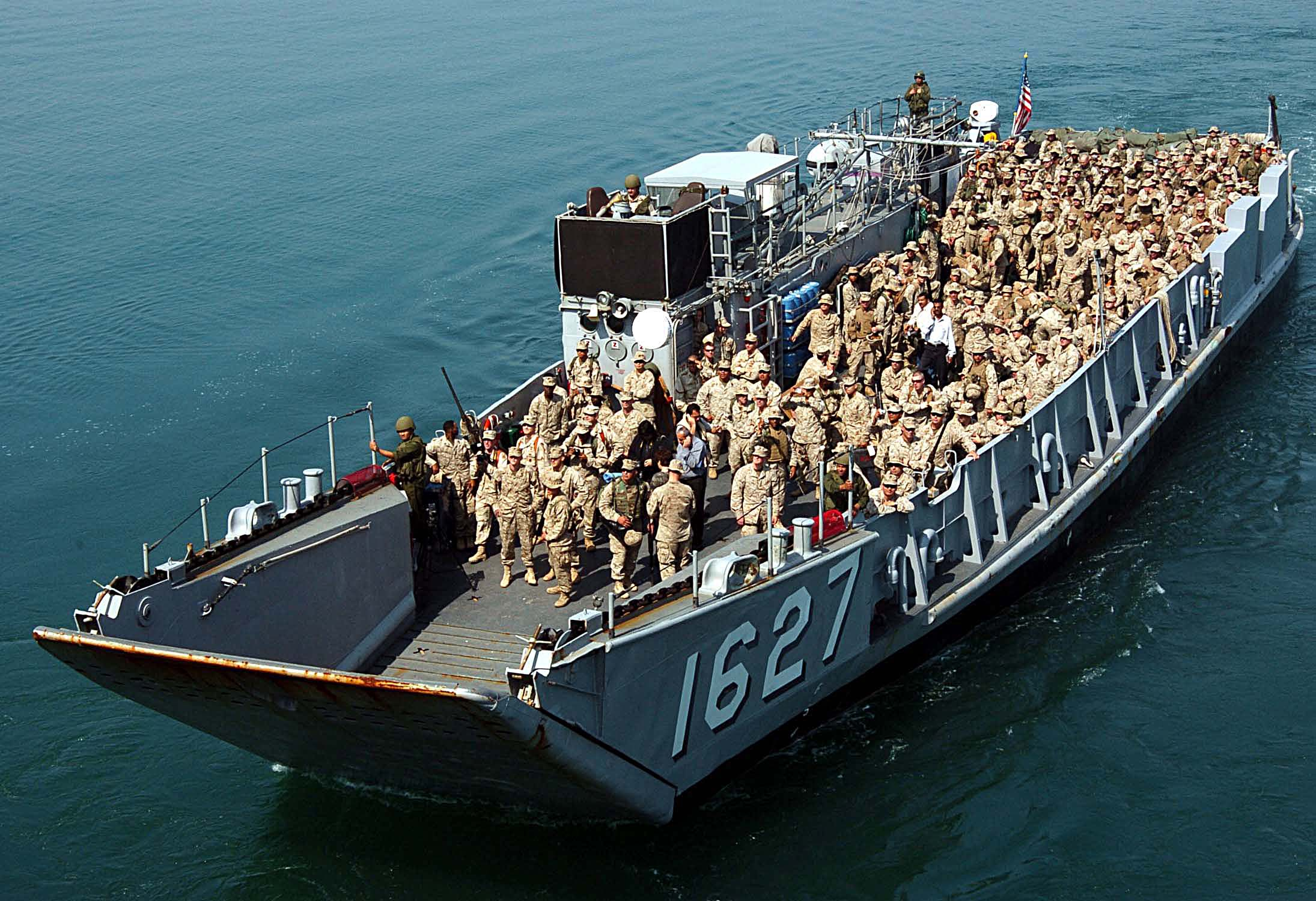
Das LCU 1627 transportiert am 28. Februar 2005 Marinesoldaten des 31. MEU zur Essex.

Landing Craft, Utility (kurz: LCU) ist ein Typ von konventionellen Mehrzweck-Landungsbooten der United States Navy, das auch in vielen anderen Marinen eingesetzt wird. Sie werden im Rahmen der amphibischen Kriegsführung dazu verwendet, Fahrzeuge, Panzer, schweres Gerät, Material, Nachschub und Truppen an Land zu bringen. Je eine Rampe an Bug und Heck ermöglichen rasches Be- und Entladen.
Die LCUs werden normalerweise im Rumpf der großen amphibischen Angriffsschiffe wie die der Wasp, Tarawa- oder auch den Docklandungsschiffen der Whidbey-Island- und Harpers-Ferry-Klasse mitgeführt, wo sie individuell be- und entladen werden können. Dazu dient das Welldeck. Dieses wird bei Operationen mit LCUs geflutet, um den Booten die Ausfahrt aus dem Schiffsbauch zu ermöglichen. Das geschieht, indem das Transportschiff große Ballasttanks mit Wasser füllt, wodurch sich das Heck des Schiffs weiter ins Meer senkt.

## Geschichte
Die Entstehung der heutigen LCUs geht auf die Landungsboote und den damit gemachten Erfahrungen aus der Zeit des Zweiten Weltkriegs zurück. Sie wurden ursprünglich unter der Bezeichnung Landing Craft, Tank (LCT) entwickelt. Die Fahrzeuge der US Navy mit den Rumpfnummern LCT-401 bis LCT-500 (alle vom Typ Mk V) wurden von New York Shipbuilding in Camden, New Jersey hergestellt. Im Jahre 1949 erfolgte für diese eine Umklassifizierung in „Landing Craft, Utility (LCU)“. Sie wurden bis in die 1980er Jahre ausgemustert. Die heutigen, ca. 50 Jahre alten Untertypen LCU 1610, LCU 1627 und LCU 1646 werden seit 1990 bei der US Navy durch die Runnymede-class large landing crafts („LCU 2000“) ersetzt.
Andere Nationen haben ebenfalls Mehrzwecklandungsboote (MZL) gebaut, wobei die Abgrenzung zwischen den verschiedenen Landungsbootypen nicht eindeutig festzulegen ist und von der Klassifizierungspraxis einzelner Länder abhängt.

## Technische Daten

### LCU 1610, 1627 und 1646 Untertypen
| Länge                 | 41,1 m                                                    |
| Breite                | 8,8 m                                                     |
| Tiefgang              | 1,07–2,08 m                                               |
| Einsatzverdrängung    | 200 t (voll beladen 375 t)                                |
| Geschwindigkeit       | 11 kn mit Fracht                                          |
| Besatzung             | 14                                                        |
| Antriebsanlage        | 2 × Detroit Diesel 12V-71, Twin Shaft, 680 PS             |
| Bewaffnung            | 2 × 12,7 mm M2HB MG                                       |
| Kapazität             | 170 t                                                     |
| Militärische Nutzlast | 125 t Fahrzeuge und Material oder 400 Marineinfanteristen |